# Lucien Littlefield
Lucien Littlefield, nome completo  Lucien Lovell Littlefield (San Antonio, 16 agosto 1895 – Hollywood, 4 giugno 1960), è stato un attore statunitense la cui carriera, iniziata negli anni dieci del Novecento, durò fino alla fine degli anni cinquanta.
Caratterista noto per i ruoli anche femminili, nei film degli anni '20, negli ultimi anni interpretava il ruolo del vegliardo eccentrico e pimpante. È ricordato per aver interpretato lo scienziato bizzarro nel cortometraggio comico Alchimia (1933) con Laurel & Hardy.

## Filmografia

### Cinema
- La rosa del Rancho (Rose of the Rancho), regia di Cecil B. DeMille e Wilfred Buckland (1914)
- The Ghost Breaker, regia di Cecil B. DeMille e Oscar C. Apfel (1914)
- The Warrens of Virginia, regia di Cecil B. DeMille (1915)
- A Gentleman of Leisure, regia di George Melford (1915)
- The Wild Goose Chase, regia di Cecil B. DeMille (1915)
- Kindling, regia di Cecil B. DeMille (1915)
- The Marriage of Kitty, regia di George Melford (1915)
- Mr. Grex of Monte Carlo, regia di Frank Reicher (1915)
- The Unknown, regia di George Melford (1915)
- I prevaricatori (The Cheat), regia di Cecil B. DeMille (1915)
- The Golden Chance, regia di Cecil B. DeMille (1915)
- Temptation, regia di Cecil B. DeMille (1915)
- The Blacklist, regia di William C. de Mille (1916)
- To Have and to Hold, regia di George Melford (1916)
- The Love Mask, regia di Frank Reicher (1916)
- The Heart of Nora Flynn, regia di Cecil B. DeMille (1916)
- A Gutter Magdalene, regia di George Melford (1916)
- Giovanna d'Arco (Joan the Woman), regia di Cecil B. DeMille (1916)
- The Golden Fetter, regia di Edward J. Le Saint (1917)
- On Record, regia di Robert Z. Leonard (1917)
- The Cost of Hatred, regia di George Melford (1917)
- Il Giaguaro (The Jaguar's Claws), regia di Marshall Neilan (1917)
- The Squaw Man's Son, regia di Edward J. Le Saint (1917)
- The Hostage, regia di Robert Thornby (1917)
- Hawthorne of the U.S.A., regia di James Cruze (1919)
- Everywoman, regia di George Melford (1919)
- Quarta velocità (Double Speed), regia di Sam Wood (1920)
- Perché cambiate moglie? (Why Change Your Wife?), regia di Cecil B. DeMille (1920)
- Jack Straw, regia di William C. de Mille (1920)
- Sick Abed, regia di Sam Wood (1920)
- La resurrezione del dott. Antony (The Sins of St. Anthony), regia di James Cruze (1920)
- The Fourteenth Man, regia di Joseph Henabery (1920)
- The Round-Up, regia di George Melford (1920)
- Eyes of the Heart, regia di Paul Powell (1920)
- Fatty e il sesso debole (The Life of the Party), regia di Joseph Henabery (1920)
- The Furnace, regia di William Desmond Taylor (1920)
- Her First Elopement, regia di Sam Wood (1920)
- All Souls' Eve, regia di Chester M. Franklin (1921)
- The Little Clown, regia di Thomas N. Heffron (1921)
- Too Much Speed, regia di Frank Urson (1921)
- Crazy to Marry, regia di James Cruze (1921)
- The Hell Diggers, regia di Frank Urson (1921)
- Fragilità, sei femmina! (The Affairs of Anatol), regia di Cecil B. DeMille (1921)
- Lo sceicco (The Sheik), regia di George Melford (1921)
- Rent Free, regia di Howard Higgin (1922)
- Tillie, regia di Frank Urson (1922)
- La coppia ideale (Saturday Night), regia di Cecil B. DeMille (1922)
- Un sogno d'amore (Her Husband's Trademark), regia di Sam Wood (1922)
- L'età di amare (Beyond the Rocks), regia di Sam Wood (1922)
- Across the Continent, regia di Phil Rosen (1922)
- Our Leading Citizen, regia di Alfred E. Green (1922)
- The Siren Call, regia di Irvin Willat (1922)
- La corsa al piacere (Manslaughter), regia di Cecil B. DeMille (1923)
- Il favorito del re (To Have and to Hold), regia di George Fitzmaurice (1922)
- Mr. Billings Spends His Dime, regia di Wesley Ruggles (1923)
- Fra gli artigli della tigre (The Tiger's Claw), regia di Joseph Henabery (1923)
- Tre pazzi saggi (Three Wise Fools), regia di King Vidor (1923)
- Bambola francese (The French Doll), regia di Robert Z. Leonard (1923)
- In the Palace of the King, regia di Emmett J. Flynn (1923)
- The Rendezvous, regia di Marshall Neilan (1923)
- Leap Year, regia di James Cruze e, non accreditato, Roscoe 'Fatty' Arbuckle (1924)
- Name the Man!, regia di Victor Sjöström (1924)
- True As Steel, regia di Rupert Hughes (1924)
- Babbitt, regia di Harry Beaumont (1924)
- A Woman Who Sinned, regia di Finis Fox (1924)
- Never Say Die, regia di George Crone (1924)
- The Painted Lady, regia di Chester Bennett (1924)
- Anime nel turbine (Feet of Clay), regia di Cecil B. DeMille (1924)
- Gerald Cranston's Lady, regia di Emmett J. Flynn (1924)
- Teeth, regia di John G. Blystone (1924)
- Gold Heels, regia di W. S. Van Dyke (1924)
- The Deadwood Coach, regia di Lynn Reynolds (1924)
- Charley's Aunt, regia di Scott Sidney (1925)
- Gold and the Girl, regia di Edmund Mortimer (1925)
- The Rainbow Trail, regia di Lynn Reynolds (1925)
- What Price Goofy?, regia di Leo McCarey - cortometraggio (1925)
- Il torrente (Torrent), regia di Monta Bell (1926)
- La capanna dello zio Tom (Uncle Tom's Cabin), regia di Harry A. Pollard (1927)
- Cheating Cheaters, regia di Edward Laemmle (1927)
- A Blonde for a Night, regia di E. Mason Hopper e F. McGrew Willis (1928)
- Young as You Feel, regia di Frank Borzage (1931)
- Alchimia (Dirty Work), regia di Lloyd French (1933)
- I figli del deserto, (Sons of the desert), regia di William A. Seiter (1933)
- Il tempio del dottor Lamar (Kiss and Make-Up), regia di Harlan Thompson (1934)
- What a Life, regia di Theodore Reed (1939)
- Il ritorno del lupo (Whistling in Dixie), regia di S. Sylvan Simon (1942)
- È tempo di vivere (Let's Live a Little), regia di Richard Wallace (1948)

### Televisione
- Gianni e Pinotto (The Abbott and Costello Show) – serie TV, 4 episodi (1953-1954)
- Crusader – serie TV, episodio 2x11 (1956)
- Corky, il ragazzo del circo (Circus Boy) – serie TV, episodio 2x11 (1957)
- The Texan – serie TV, episodio 2x01 (1959)
- Peter Gunn – serie TV, episodio 1x31 (1959)